# Scaphoideus aurantiacus
Scaphoideus aurantiacus är en insektsart som beskrevs av Kuoh 1986. Scaphoideus aurantiacus ingår i släktet Scaphoideus och familjen dvärgstritar. Inga underarter finns listade i Catalogue of Life.